# Kommunalwahlen im Saarland 1946
Die Kommunalwahlen im Saarland am 1946 fanden am 12. September 1946 statt. Gewählt wurden die Gemeinderäte.

## Hintergrund
Es waren die ersten Wahlen im französischen Protektorat Saarland und die ersten demokratischen Wahlen nach dem Ende der NS-Diktatur. Ab 1947 war das Saarland ein autonomes Gebiet unter französischer Protektion. Im Folgejahr fand die Landtagswahl im Saarland 1947 als erste Landtagswahl statt. Die Wahl fand unter Besatzungsrecht statt und unterlag Einschränkungen. Die Wahldurchführung entsprach grundsätzlich demokratischen Prinzipien, obwohl sie unter Besatzungsrecht durchgeführt wurde. Parteien und Kandidaten bedurften der Zustimmung der Besatzungsbehörden. Diese Zustimmung wurde auch erteilt, soweit die Kandidaten nicht durch ihre Tätigkeit in der Zeit des Nationalsozialismus belastet waren. Funktionäre der NSDAP und deren Organisationen sowie andere belastete Personen besaßen kein Wahlrecht.
Landesweit waren nur drei Parteien zugelassen, darunter nicht die DPS. Daneben kandidierten lokale Listen.

## Wahlergebnisse
Die Wahl ergab folgende Ergebnisse:
| Kreis             | Wahlberechtigte | Abgegebene Stimmen | Wahlbeteiligung | Gültige Stimmen |
| ----------------- | --------------- | ------------------ | --------------- | --------------- |
| Saarbrücken-Stadt | 54.287          | 49.301             | 90,8 %          | 47.243          |
| Saarbrücken-Land  | 123.907         | 117.341            | 94,7 %          | 111.164         |
| Saarlouis         | 77.003          | 72.236             | 93,8 %          | 67.433          |
| Merzig-Wadern     | 40.643          | 37.615             | 92,6 %          | 34.323          |
| Ottweiler         | 81.244          | 77.032             | 94,8 %          | 73.674          |
| St. Wendel        | 39.781          | 37.284             | 93,7 %          | 34.854          |
| St. Ingbert       | 29.008          | 27.369             | 94,1 %          | 28.063          |
| Homburg           | 29.008          | 27.369             | 94,4 %          | 26.161          |
| Saarland          | 477.276         | 447.732            | 93,8 %          | 422.915         |

Die Stimmen verteilten sich wie folgt auf die Parteien:
| Kreis             | CVP              | SPS              | KP              | Freie Listen    |
| ----------------- | ---------------- | ---------------- | --------------- | --------------- |
| Saarbrücken-Stadt | 16.832 (35,6 %)  | 15.919 (33,7 %)  | 5.467 (11,6 %)  | 9.025 (19,1 %)  |
| Saarbrücken-Land  | 57.598 (51,8 %)  | 36.718 (33,0 %)  | 13.402 (12,1 %) | 3.446 (3,1 %)   |
| Saarlouis         | 39.741 (58,9 %)  | 10.616 (15,8 %)  | 4.542 (6,7 %)   | 12.534 (18,6 %) |
| Merzig-Wadern     | 18.527 (54,0 %)  | 5.820 (16,9 %)   | 1.236 (3,6 %)   | 8.740 (25,4 %)  |
| Ottweiler         | 36.706 (49,8 %)  | 22.961 (31,2 %)  | 7.892 (3,6 %)   | 6.115 (8,3 %)   |
| St. Wendel        | 19.532 (56,1 %)  | 4.149 (11,9 %)   | 1.514 (4,3 %)   | 9.659 (27,1 %)  |
| St. Ingbert       | 17.830 (63,5 %)  | 5.063 (18,0 %)   | 1.808 (6,5 %)   | 3.362 (12,0 %)  |
| Homburg           | 14.592 (55,8 %)  | 6.706 (25,6 %)   | 2.656 (10,2 %)  | 2.207 (8,4 %)   |
| Saarland          | 221.358 (52,4 %) | 107.952 (25,5 %) | 38.517 (9,1 %)  | 55.008 (13,0 %) |